# 팽우덕
팽우덕(彭友德)은 명나라의 장수이다. 정유재란 때 조선에 파병되어 전공을 세웠다. 본관은 절강(浙江). 시호는 문충(文忠).

## 생애
팽우덕은 명(明)나라 절강성(浙江省) 항주부(杭州府) 오강현(吳江縣) 출신으로, 중군부총병(中軍副總兵) 도독첨사(都督僉使)로 1597년 정유재란 때 경리표하관(經理票下官)이 되어 조선에 파병되어 왜군을 무찌르는 공을 세웠다.
1597년 9월 25일 조선 선조가 중군(中軍) 팽우덕(彭友德)의 하처에 거둥하여 예단(禮單)을 바치자 팽우덕은 “공도 없이 선물을 받다니 미안스럽습니다.” 하고, 예단을 받았다.
아들 동원장사(東援壯士) 팽신고(彭信古)와 함께 조선에서 많은 전공(戰功)을 세우고 명나라에 귀국하였다. 후에 명(明)나라가 망하자 팽우덕의 손자 팽부산(彭釜山)이 조선에 망명하였다.

## 가족
- 아들 : 팽신고(彭信古)
  - 손자 : 팽부산(彭釜山)